# Dalarnai Egyetem
A Dalarnai Egyetem (Högskolan Dalarna) egy felsőoktatási intézmény Svédországban, Dalarna megyében, Falunban és Borlängeben. 
Nagyságrendileg 10 000 diák tanulhat Borlänge (ejtsd.: Bólenge) és Falun városában, egy-egy telephelyen. Számos természettudományi és humán valamit bölcsész szak is megtalálható a képzések között, mint például informatika, napelem technológia, turisztika, közgazdasági képzések stb. Az intézmény világszínvonalú felszereltséggel, világszínvonalú épületekben, többféle nyelven kínál lehetőséget mind MSc, mind pedig BSc diploma megszerzésére. Az egyetem a telephelyekhez közel szálláslehetőséget biztosít a külföldi diákok számára, akik a tanulók számának igen jelentős hányadát adják a világ minden tájáról.
A tanítási struktúrára jellemző, hogy az év negyedévekből tevődik össze, mindegyik végén 1-2 hetes a vizsgaidőszak, ahol írásbeli vizsgák vannak. Az órák és tárgyak száma a magyar oktatási rendszerhez képest alacsony (2-4 tárgy félévenként) viszont kiemelkedően sok az otthon önállóan és csoportban megoldandó, majd beadandó feladat. Nagy hangsúlyt fektetnek az önálló kiselőadásokra is. A tárgy értékelése ezen eredményekből tevődik össze. Egy tárgyat akárhányszor fel lehet venni.
Érdemes még megemlíteni, hogy a rossz eredményeket a tanárok szó szerint „szívügyüknek” tekintik és még a „tragédia” bekövetkezte előtt konzultációt és megoldási lehetőségeket biztosítanak, maximálisan emberséges hozzáállással.
A tanuláson kívüli idő eltöltésére is számos lehetőséget kínál az egyetem diákönkormányzata (sport, kultúra, múzeumok, szórakozás, saját diszkó stb.).